# Castello di Blutenburg
Il castello Blutenburg è un castello di caccia ducale situato ad ovest di Monaco di Baviera, tra due bracci del fiume Würm, nel distretto di Pasing-Obermenzing. La prima menzione è del 1432.

## Storia
Il castello fu costruito nel 1438-39 per il duca Alberto III di Baviera della casata Wittelsbach, figlio di Elisabetta Visconti, sulle rovine di una precedente fortezza risalente al XIII secolo. Suo figlio Sigismondo di Baviera ordinò nel 1488 una estensione del castello e vi morì nel 1501. Fu lui a ordinare la costruzione della chiesa del castello, un capolavoro in stile tardo gotico che ha conservato le vetrate originali. Accanto all'altare maggiore tre dipinti di Jan Polack risalenti all'anno 1491.
Il castello fu seriamente danneggiato durante la guerra dei trent'anni, ma venne ricostruito nel 1680-81.
Tuttora il castello è circondato da una cinta muraria con quattro torri.

## Uso attuale
Sin dal 1983 il sito ospita la Biblioteca Internazionale della Gioventù (Internationale Jugendbibliothek). 
Nei pressi del castello è stato allestito un monumento dello scultore Hubertus von Pilgrim in ricordo delle migliaia di vittime della marcia della morte che i prigionieri del campo di concentramento di Dachau furono costretti a compiere. Questo memoriale è una delle 22 sculture identiche erette lungo i percorsi delle marce della morte.
Nel 2013 è stata eretta una scultura di Agnes Bernauer con Alberto III, duca di Baviera, realizzata ad opera di Joseph Michael Neustifter. Il memoriale è stato finanziato da Ursula e Frtiz Heimbüchler.

## Galleria d'immagini

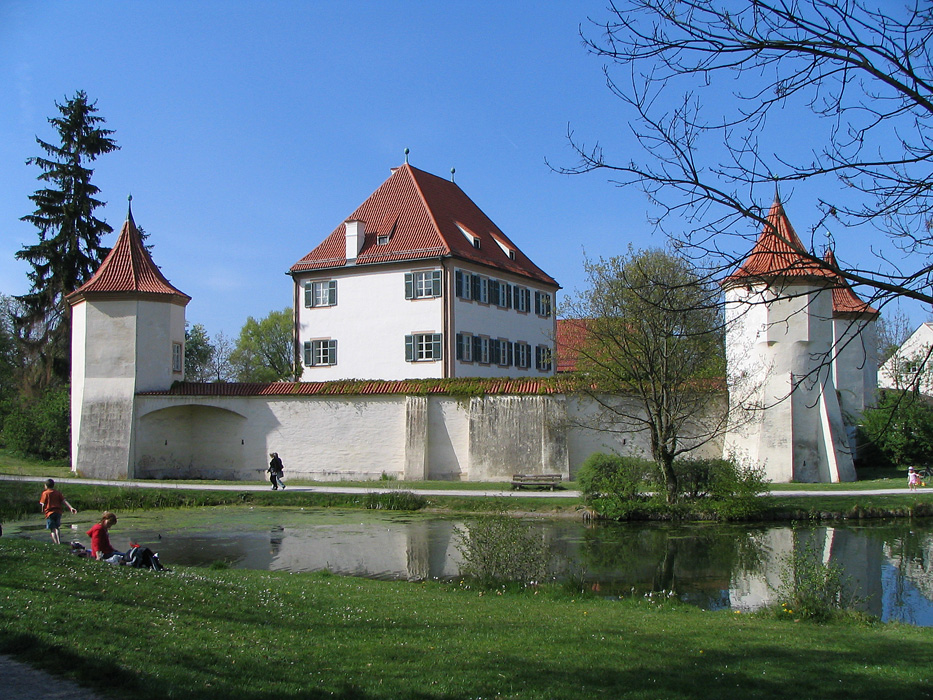
Veduta del castello dall'esterno
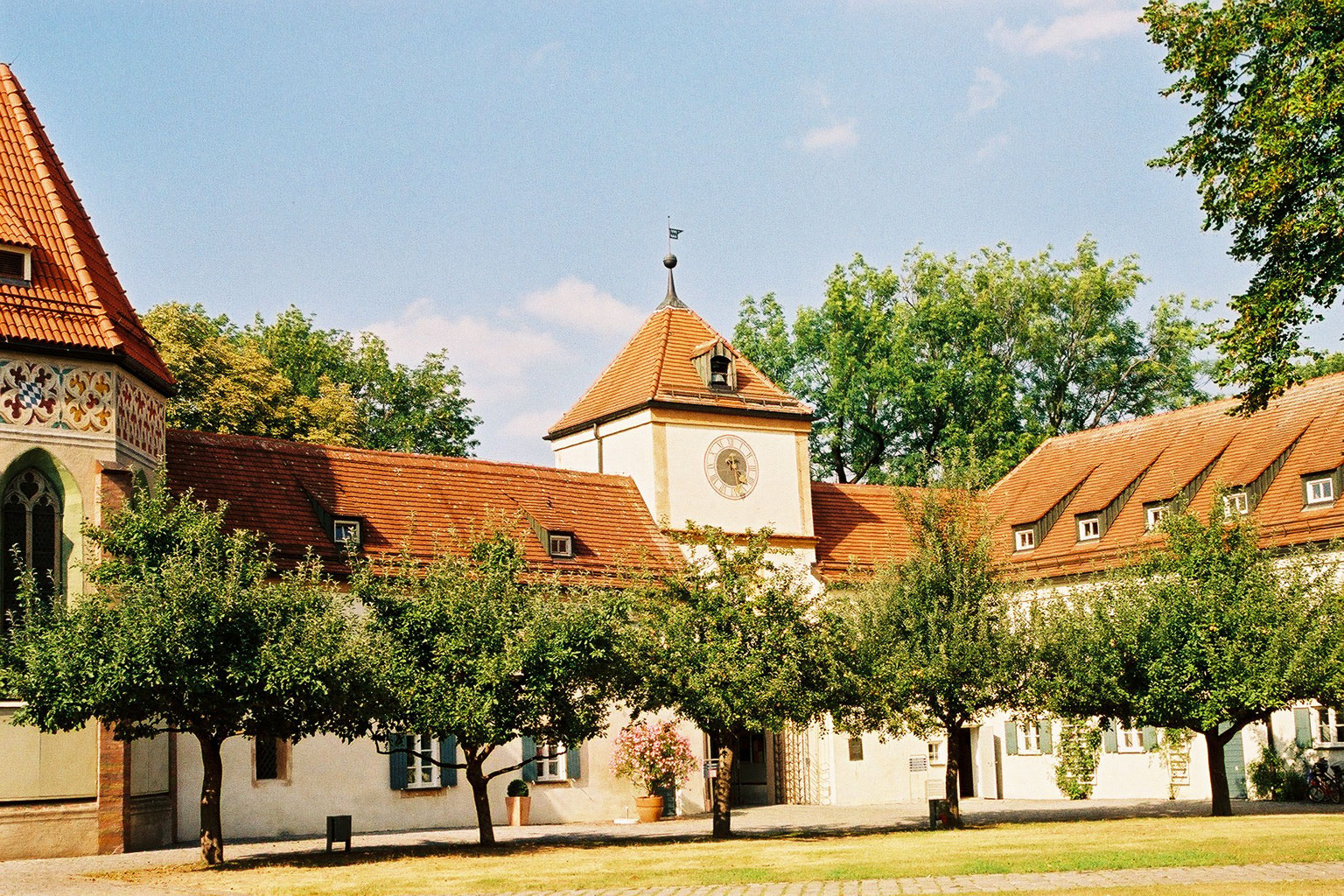
Cortile interno al castello
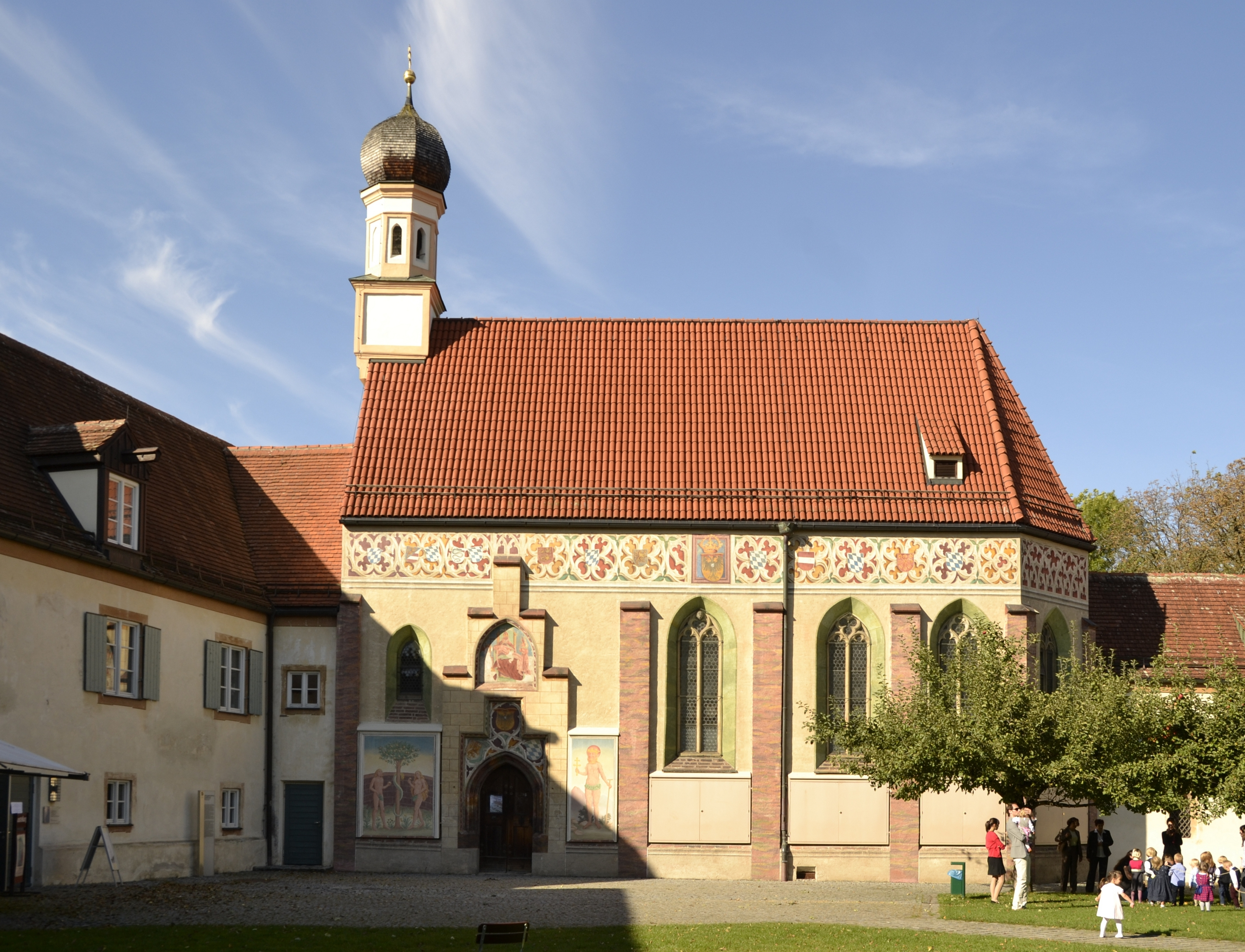
La cappella del castello
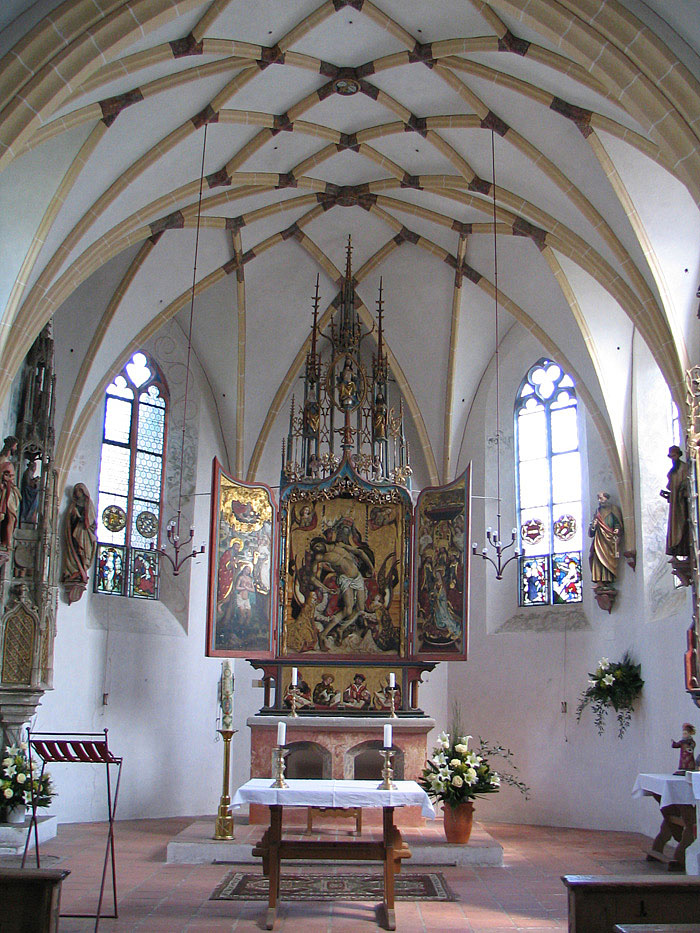
Interno della cappella del castello